# Di chỉ Đồng Đậu
Di chỉ Đồng Đậu là một khu di chỉ khảo cổ học ở gò Đậu, thôn Đông, thị trấn Yên Lạc, huyện Yên Lạc, tỉnh Vĩnh Phúc, Việt Nam.

## Mô tả
Gò Đậu cao khoảng 15 mét, rộng khoảng 8,5 hecta, cách trung tâm thị trấn khoảng 1,5 km về phía đông. Tại đây, vào tháng 2 năm 1962, những di chỉ khảo cổ đầu tiên đã được phát hiện. Cho đến nay, các nhà nghiên cứu đã tiến hành 6 đợt khai quật và phát hiện ra hàng ngàn hiện vật của 4 tầng văn hóa Phùng Nguyên, Đồng Đậu, Gò Mun và Đông Sơn nằm chồng lên nhau lần lượt. Phát hiện này cho phép các nhà nghiên cứu khẳng định văn hóa Đông Sơn có nguồn gốc bản địa.
Đặc biệt hơn, những phát hiện đầu tiên chính tại đây về một nền văn hóa có niên đại khoảng 1.500 năm trước công nguyên, sau văn hóa Phùng Nguyên, đã khiến các nhà nghiên cứu lấy tên cánh đồng Đậu đặt cho nền văn hóa này. Những hạt lúa gạo cháy tìm thấy trong tầng văn hóa văn hóa Phùng Nguyên đã khiến các nhà nghiên cứu khẳng định người Việt biết trồng lúa từ giai đoạn văn hóa Phùng Nguyên.
Các loại hình di vật ở đây rất phong phú, gồm:
- Các mảnh gốm, đất nung của các dụng cụ, đồ mỹ thuật
- Các công cụ, vũ khí, đồ trang sức bằng đá, xương hay đồng
- Các khuôn đúc bằng đất nung, đá
- Xương, răng động vật
- Hạt lúa gạo cháy
- Di cốt người

Hiện nay, chính quyền tỉnh Vĩnh Phúc đang có kế hoạch xây dựng một khu di tích ngoài trời ở đồng Đậu nhằm mục đích bảo tồn di tích và giáo dục.

## Chỉ dẫn
Di chỉ khảo cổ học Đồng Đậu nằm trong tổ hợp Khu di tích đền Gia Loan - chùa Biện Sơn, là điểm đến quan trọng và tiêu biểu của huyện Yên Lạc cũng như tỉnh Vĩnh Phúc. Hiện nơi đây được đầu tư thành khu du lịch để phục vụ du khách.